# Rob Nieuwenhuys
Robert Nieuwenhuys (Semarang (Nederlands-Indië), 30 juni 1908 - Amsterdam, 8 november 1999), die publiceerde als Rob Nieuwenhuys en ook onder het pseudoniem E. Breton de Nijs, was een Nederlands letterkundige en schrijver van Indisch-Nederlandse afkomst.

## Levensloop
Nieuwenhuys' vader, directeur van het Hotel des Indes in Batavia, was een "totok" van Nederlandse afkomst, zijn moeder was een Indisch-Nederlandse ("Indo"). Hij groeide op in Indië en volgde de HBS, totdat hij in 1927 naar Nederland vertrok om Nederlandse letterkunde en Indisch recht te studeren aan de universiteit van Leiden.
In 1935 keerde Nieuwenhuys terug. Hij werd leraar Nederlands en was in 1940 tot 1942 docent aan de Universiteit van Batavia. Hij was redacteur van De Fakkel, een cultureel tijdschrift dat in Nederlands-Indië bestond in de onzekere periode tussen de capitulatie van Nederland in mei 1940 en die van Nederlands-Indië in maart 1942. Vervolgens bracht hij de periode van de Japanse bezetting van Nederlands-Indië (1942-1945) door in een jappenkamp. Na een jaar verlof in Nederland was hij van 1947 tot 1952 ambtenaar bij het ministerie van onderwijs in Djakarta, de nieuwe naam voor de stad Batavia. In deze jaren was hij ook redactiesecretaris van het literair tijdschrift Oriëntatie, dat was opgericht om de culturele samenwerking te bevorderen tussen Nederland en het nieuwe onafhankelijke Indonesië.
In 1952 reisde Nieuwenhuys voorgoed af naar Nederland. Hij werd docent aan het voortgezet onderwijs in Amsterdam, waar onder anderen de schrijvers K. Schippers en J. Bernlef zijn leerlingen waren. Van 1963 tot zijn pensioen in 1973 was hij wetenschappelijk medewerker van het Koninklijk Instituut voor Taal-, Land- en Volkenkunde (KITLV) in Leiden. In 1971 heeft hij twee maanden lang zijn geboorteland bezocht.
Rob Nieuwenhuys ontwikkelde zich tot een gezaghebbende auteur over de koloniale periode in Nederlands-Indië. Als zijn magnum opus geldt het boek Oost-Indische Spiegel (1972), waarin hij een breed overzicht geeft van "wat Nederlandse schrijvers en dichters over Indonesië hebben geschreven vanaf de eerste jaren der Compagnie tot op heden". Hij beperkt zich daarbij niet tot een beschrijving, maar plaatst de literatuur in de sociale en politieke historische context. Door de publicatie van diverse fotoboeken met uitgebreide tekst wordt Nieuwenhuys door velen vooral geassocieerd met de sfeer van het "oude Indië" (Tempo Doeloe). Daarnaast schreef hij Een beetje oorlog over zijn periode in het jappenkamp en de biografie De dominee en zijn worgengel over François Haverschmidt (de dichter Piet Paaltjens).

## Prijzen
- 1959 - Essayprijs van de gemeente Amsterdam voor De zaak Lebak na honderd jaar
- 1973 - Bijzondere prijs van de Jan Campert-stichting voor Oost-Indische spiegel
- 1975 - Dr. Wijnaendts Francken-prijs voor Oost-Indische Spiegel
- 1983 - Constantijn Huygensprijs voor zijn gehele oeuvre
- 1984 - eredoctoraat van de Leidse Universiteit.

## Liber Amicorum
Reggie Baay, Peter van Zonneveld (red.), Indisch-Nederlandse literatuur. Dertien bijdragen voor Rob Nieuwenhuys. Utrecht: HES-uitgevers, 1988